# قصبه مفرق
قصبه مفرق (به عربی: قصبة المفرق) یک منطقهٔ مسکونی در اردن است که در استان مفرق واقع شده‌است.